# Animal Friends
Animal Friends es una próxima película animada de acción real estadounidense dirigida por Peter Atencio y escrita por Kevin Burrows y Matt Mider. La película está protagonizada por Ryan Reynolds, Jason Momoa, Vince Vaughn, Eric André, Addison Rae, Ellie Bamber, Rob Delaney, Lil Rel Howery, Dan Levy y Aubrey Plaza.
La película está prevista su estreno en Estados Unidos el 1 de mayo de 2026 por Warner Bros. Pictures.

## Reparto
- Ryan Reynolds
- Jason Momoa
- Vince Vaughn
- Aubrey Plaza
- Addison Rae
- Eric André
- Dan Levy
- Lil Rel Howery
- Ellie Bamber
- Joaquim de Almeida
- Rob Delaney

## Producción
El proyecto se anunció en abril de 2023, con Ryan Reynolds, Jason Momoa, Vince Vaughn y Aubrey Plaza anunciados para protagonizar, y Peter Atencio listo para dirigir.  Addison Rae se uniría al elenco el mes siguiente.  Dan Levy se unió al elenco en febrero de 2024.  Lil Rel Howery, Ellie Bamber y Eric André se unirían al elenco en los meses siguientes.    En marzo de 2025, Rob Delaney se unió al elenco. 
DNEG anunció que la película había entrado en producción en junio de 2023.  Uno de los lugares de rodaje fue Bulgaria .  El rodaje finalizó el 17 de abril de 2024. 

## Estreno
Originalmente programada para estrenarse en Estados Unidos el 15 de agosto de 2025 por Sony Pictures Releasing bajo Columbia Pictures, se anunció más tarde el 9 de diciembre de 2024 que los derechos de distribución habían cambiado a Warner Bros. Pictures, que programó el estreno en cines de la película el 10 de octubre de 2025 antes de ser retrasada hasta el 1 de mayo de 2026. 